# Tadorna
As tadornas são aves pertencentes ao gênero Tadorna. São um grupo de grandes aves que pertencem à subfamília Tadorninae, pertencente à família Anatidae, família biológica que inclui os Patos, Gansos e Cisnes. As espécies de tadorna no Brasil são comumente chamadas de "patos" enquanto que em alguns países de língua espanhola são chamadas de tarros e nos países de língua inglesa são chamadas de Shelducks.

## Etimologia
O gênero Tadorna foi introduzido em 1822 pelo zoologista alemão Friedrich Boie. A espécie-tipo considerada foi a Tadorna-Comum . O nome do gênero vem do nome francês para a Tadorna-Comum: Tadorne. A palavra pode ser originária da língua celta significando algo como "Aves aquáticas malhadas".

## Descrição
Tadornas são um grupo de grandes aves aquáticas do velho-mundo(entre 50-60cm), frequentemente semiterrestres. Sua aparência lembra algo que fica entre os gansos e os patos. A parte superior das asas dessas aves tem uma característica marcante: as rêmiges terciárias formam um espéculo verde, as secundárias e primárias são pretas e as coberturas(asas anteriores) são brancas. Os indivíduos de cada sexo apresentam coloração ligeiramente diferentes, dependendo da espécie. Sua alimentação é baseada em pequenos animais que vivem na costa e também de vegetais como plantas e gramíneas.

## Espécies
A tabela a seguir é baseada no HBW and BirdLife International Illustrated Checklist of the Birds of the World(Listagem ilustrada de aves do mundo - HBW e Birdlife International).
| Imagem | Imagem | Nome científico                           | Nome comum           | Distribuição                      | Status de Conservação                      |
| ♂      | ♀      | Nome científico                           | Nome comum           | Distribuição                      | Status de Conservação                      |
| ------ | ------ | ----------------------------------------- | -------------------- | --------------------------------- | ------------------------------------------ |
|        |        | Tadorna tadorna Linnaeus, 1758            | Tadorna-comum        | Europa, Ásia, África              | LC IUCN Pouco preocupante                  |
|        |        | Tadorna ferruginea Pallas, 1764           | Tadorna-ferrugínea   | Europa, Ásia, África              | LC IUCN Pouco preocupante                  |
|        |        | Tadorna cana Gmelin, 1789                 | Tadorna-sul-africana | Namíbia, Botswana e África do Sul | LC IUCN Pouco preocupante                  |
|        |        | Tadorna tadornoides Jardine e Selby, 1828 | Tadorna-australiana  | Austrália e Nova Zelândia         | LC IUCN Pouco preocupante                  |
|        |        | Tadorna variegata Gmelin, 1789            | Tadorna-do-Paraíso   | Nova Zelândia                     | LC IUCN Pouco preocupante                  |
|        |        | Tadorna cristata Kuroda, 1917             | Tadorna-de-crista    | Leste da Russia e Leste asiático  | CR IUCN Criticamente em perigo de extinção |

A espécie Tadorna-radjah, outrora fazia parte deste gênero com o nome binomial Tadorna radjah porem por suas características diferentes, a espécie acabou sendo isolada em um outro gênero monotípico, o Radjah onde a espécie Radjah radjah é a única.

### Filogenia
Baseado em Taxonomy in Flux do website de John Boyd
|  | T. cana (Gmelin 1789) (Tadorna-sul-africana) |
|  | |
|  | \| \| T. ferruginea (Pallas 1764) (Tadorna-ferrugínea) \| \| \| \| \| \| T. tadornoides (Jardine & Selby 1828) (Tadorna-australiana) \| \| \| \| \| \| T. variegata (Gmelin 1789) (Tadorna-do-paraíso) \| \| \| \| |
|  | |
|  | T. ferruginea (Pallas 1764) (Tadorna-ferrugínea) |
|  | |
|  | T. tadornoides (Jardine & Selby 1828) (Tadorna-australiana) |
|  | |
|  | T. variegata (Gmelin 1789) (Tadorna-do-paraíso) |
|  | |

|  | T. ferruginea (Pallas 1764) (Tadorna-ferrugínea)            |
|  |                                                             |
|  | T. tadornoides (Jardine & Selby 1828) (Tadorna-australiana) |
|  |                                                             |
|  | T. variegata (Gmelin 1789) (Tadorna-do-paraíso)             |
|  |                                                             |

|  | T. cana (Gmelin 1789) (Tadorna-sul-africana) |
|  | |
|  | \| \| T. ferruginea (Pallas 1764) (Tadorna-ferrugínea) \| \| \| \| \| \| T. tadornoides (Jardine & Selby 1828) (Tadorna-australiana) \| \| \| \| \| \| T. variegata (Gmelin 1789) (Tadorna-do-paraíso) \| \| \| \| |
|  | |
|  | T. ferruginea (Pallas 1764) (Tadorna-ferrugínea) |
|  | |
|  | T. tadornoides (Jardine & Selby 1828) (Tadorna-australiana) |
|  | |
|  | T. variegata (Gmelin 1789) (Tadorna-do-paraíso) |
|  | |

|  | T. ferruginea (Pallas 1764) (Tadorna-ferrugínea)            |
|  |                                                             |
|  | T. tadornoides (Jardine & Selby 1828) (Tadorna-australiana) |
|  |                                                             |
|  | T. variegata (Gmelin 1789) (Tadorna-do-paraíso)             |
|  |                                                             |

|  | T. cana (Gmelin 1789) (Tadorna-sul-africana) |
|  | |
|  | \| \| T. ferruginea (Pallas 1764) (Tadorna-ferrugínea) \| \| \| \| \| \| T. tadornoides (Jardine & Selby 1828) (Tadorna-australiana) \| \| \| \| \| \| T. variegata (Gmelin 1789) (Tadorna-do-paraíso) \| \| \| \| |
|  | |
|  | T. ferruginea (Pallas 1764) (Tadorna-ferrugínea) |
|  | |
|  | T. tadornoides (Jardine & Selby 1828) (Tadorna-australiana) |
|  | |
|  | T. variegata (Gmelin 1789) (Tadorna-do-paraíso) |
|  | |

|  | T. ferruginea (Pallas 1764) (Tadorna-ferrugínea)            |
|  |                                                             |
|  | T. tadornoides (Jardine & Selby 1828) (Tadorna-australiana) |
|  |                                                             |
|  | T. variegata (Gmelin 1789) (Tadorna-do-paraíso)             |
|  |                                                             |

|  | T. cana (Gmelin 1789) (Tadorna-sul-africana) |
|  | |
|  | \| \| T. ferruginea (Pallas 1764) (Tadorna-ferrugínea) \| \| \| \| \| \| T. tadornoides (Jardine & Selby 1828) (Tadorna-australiana) \| \| \| \| \| \| T. variegata (Gmelin 1789) (Tadorna-do-paraíso) \| \| \| \| |
|  | |
|  | T. ferruginea (Pallas 1764) (Tadorna-ferrugínea) |
|  | |
|  | T. tadornoides (Jardine & Selby 1828) (Tadorna-australiana) |
|  | |
|  | T. variegata (Gmelin 1789) (Tadorna-do-paraíso) |
|  | |

|  | T. ferruginea (Pallas 1764) (Tadorna-ferrugínea)            |
|  |                                                             |
|  | T. tadornoides (Jardine & Selby 1828) (Tadorna-australiana) |
|  |                                                             |
|  | T. variegata (Gmelin 1789) (Tadorna-do-paraíso)             |
|  |                                                             |

|  | T. cana (Gmelin 1789) (Tadorna-sul-africana) |
|  | |
|  | \| \| T. ferruginea (Pallas 1764) (Tadorna-ferrugínea) \| \| \| \| \| \| T. tadornoides (Jardine & Selby 1828) (Tadorna-australiana) \| \| \| \| \| \| T. variegata (Gmelin 1789) (Tadorna-do-paraíso) \| \| \| \| |
|  | |
|  | T. ferruginea (Pallas 1764) (Tadorna-ferrugínea) |
|  | |
|  | T. tadornoides (Jardine & Selby 1828) (Tadorna-australiana) |
|  | |
|  | T. variegata (Gmelin 1789) (Tadorna-do-paraíso) |
|  | |

|  | T. ferruginea (Pallas 1764) (Tadorna-ferrugínea)            |
|  |                                                             |
|  | T. tadornoides (Jardine & Selby 1828) (Tadorna-australiana) |
|  |                                                             |
|  | T. variegata (Gmelin 1789) (Tadorna-do-paraíso)             |
|  |                                                             |

|  | T. cana (Gmelin 1789) (Tadorna-sul-africana) |
|  | |
|  | \| \| T. ferruginea (Pallas 1764) (Tadorna-ferrugínea) \| \| \| \| \| \| T. tadornoides (Jardine & Selby 1828) (Tadorna-australiana) \| \| \| \| \| \| T. variegata (Gmelin 1789) (Tadorna-do-paraíso) \| \| \| \| |
|  | |
|  | T. ferruginea (Pallas 1764) (Tadorna-ferrugínea) |
|  | |
|  | T. tadornoides (Jardine & Selby 1828) (Tadorna-australiana) |
|  | |
|  | T. variegata (Gmelin 1789) (Tadorna-do-paraíso) |
|  | |

|  | T. ferruginea (Pallas 1764) (Tadorna-ferrugínea)            |
|  |                                                             |
|  | T. tadornoides (Jardine & Selby 1828) (Tadorna-australiana) |
|  |                                                             |
|  | T. variegata (Gmelin 1789) (Tadorna-do-paraíso)             |
|  |                                                             |

|  | T. cana (Gmelin 1789) (Tadorna-sul-africana) |
|  | |
|  | \| \| T. ferruginea (Pallas 1764) (Tadorna-ferrugínea) \| \| \| \| \| \| T. tadornoides (Jardine & Selby 1828) (Tadorna-australiana) \| \| \| \| \| \| T. variegata (Gmelin 1789) (Tadorna-do-paraíso) \| \| \| \| |
|  | |
|  | T. ferruginea (Pallas 1764) (Tadorna-ferrugínea) |
|  | |
|  | T. tadornoides (Jardine & Selby 1828) (Tadorna-australiana) |
|  | |
|  | T. variegata (Gmelin 1789) (Tadorna-do-paraíso) |
|  | |

|  | T. ferruginea (Pallas 1764) (Tadorna-ferrugínea)            |
|  |                                                             |
|  | T. tadornoides (Jardine & Selby 1828) (Tadorna-australiana) |
|  |                                                             |
|  | T. variegata (Gmelin 1789) (Tadorna-do-paraíso)             |
|  |                                                             |

|  | T. cana (Gmelin 1789) (Tadorna-sul-africana) |
|  | |
|  | \| \| T. ferruginea (Pallas 1764) (Tadorna-ferrugínea) \| \| \| \| \| \| T. tadornoides (Jardine & Selby 1828) (Tadorna-australiana) \| \| \| \| \| \| T. variegata (Gmelin 1789) (Tadorna-do-paraíso) \| \| \| \| |
|  | |
|  | T. ferruginea (Pallas 1764) (Tadorna-ferrugínea) |
|  | |
|  | T. tadornoides (Jardine & Selby 1828) (Tadorna-australiana) |
|  | |
|  | T. variegata (Gmelin 1789) (Tadorna-do-paraíso) |
|  | |

|  | T. ferruginea (Pallas 1764) (Tadorna-ferrugínea)            |
|  |                                                             |
|  | T. tadornoides (Jardine & Selby 1828) (Tadorna-australiana) |
|  |                                                             |
|  | T. variegata (Gmelin 1789) (Tadorna-do-paraíso)             |
|  |                                                             |